# Rötter (roman)
Rötter, engelsk originaltitel Roots: The Saga of an American Family, är en bok från 1976 av Alex Haley som handlar om hans afroamerikanska förfäder, tillbaka till Kunta Kinte, hans mormors farfars morfar, som skeppades över Atlanten som slav.
Boken Rötter låg till grund för en uppmärksammad miniserie från 1977 under samma namn, och en nyinspelning 2016.

### Fotnoter
1. ↑  läs online, www.pulitzer.org , läst: 23 januari 2019.[källa från Wikidata]
2. ↑  ”Roots” (på engelska). Worldcat. 11 mars 1976. https://www.worldcat.org/title/roots/oclc/2188350&referer=brief_results. Läst 30 september 2015.